# ZIJkant
ZIJkant (tot in 2021 geschreven als zij-kant) is een Vlaamse progressieve vrouwenbeweging en een door de Vlaamse Gemeenschap erkende sociaal-culturele organisatie die zich inzet voor gelijke kansen voor vrouwen en mannen. Het is de opvolgster van Socialistische Vrouwen (SV), de vrouwenorganisatie van de Belgische politieke partij Vooruit.

## Geschiedenis

### Vrouwen van de partij?
De geschiedenis van zij-kant en haar voorganger de Socialistische Vrouwen (SV) is sinds begin jaren twintig verbonden met die van de Socialistische Vooruitziende Vrouwen (SVV). Toch is er een duidelijk onderscheid tussen beide organisaties: terwijl de SVV een mutualistische organisatie is, maken de SV deel uit van de partijstructuur. Toch was dit niet steeds zo.

### Ontstaan
In 1919 werd de Vlaamse vrouwenfederatie van de Belgische Werkliedenpartij (BWP) als eerste meer politiek gerichte organisatie gesticht. Sinds 1901 was er ook al een Federatie van Socialistische Vrouwen geweest, die in 1907 - het jaar waarin de BWP het principe van het algemeen stemrecht voor vrouwen goedkeurde – een door de coöperatieve vrouwen gefinancierd bestendig secretariaat had gekregen. Bovendien werd Maria Tillmans opgenomen in het Partijbureau van de BWP. Nog voor de Eerste Wereldoorlog was de "oude" federatie echter al ter ziele gegaan. Een jaar na haar oprichting maakte de nieuwe Vlaamse vrouwenfederatie echter al plaats voor plaatselijke actiecomités, wellicht omdat het aangewezen leek om op het lokale niveau de vrouwen wakker te maken voor het vrouwenstemrecht, dat er intussen nog steeds niet was. Toen de SVV in 1922 werd opgericht, was het aanvankelijk wel de bedoeling dat ze ook de politieke actie zou coördineren en dus in feite die gewestelijke politieke vrouwengroepen zou opslorpen. In de meeste provincies verliep deze samensmelting evenwel minder vlot dan verwacht: enkel in West-Vlaanderen verdwenen de politieke actiegroepen volledig in de schoot van de SVV. Vooral in rode bolwerken als Gent en Antwerpen bleven de verschillende socialistische vrouwengroepen naast elkaar bestaan.

### De jaren 30: een periode van vallen en opstaan
In 1931 kwam er opnieuw een nationaal secretariaat voor de vrouwen, waarvan Isabelle Blume voorzitter werd. Gewoonlijk werd de naam Nationaal Actiecomité der Socialistische Vrouwen (SV) gebruikt. Voordien was er ook al sprake van een Nationaal Komiteit voor Vrouwenpropaganda, dat echter geen echte organisatiestructuur had. Het Interbellum was een periode waarin het bewustzijn  groeide dat een betere organisatie noodzakelijk was voor het realiseren van heel wat eisen. Er waren dan ook veel initiatieven (zoals een aantal congressen van socialistische vrouwen), die echter zelden tot een effectief resultaat leidden. Blume keerde na de Tweede Wereldoorlog terug aan het hoofd van het Nationaal Actiecomité, maar nam geen initiatief om het opnieuw samen te stellen. Dit comité gold in feite als de motor achter de organisatie van de socialistische vrouwen. Blume meende echter dat de SVV als enige vrouwenbeweging van de BWP diende te worden erkend. Volgens haar was er geen voldoende kaderpersoneel om de verspreide werking van twee of drie verschillende groepen toe te laten. Verder streefde ze naar een nauwere band met de Koöperatieve Vrouwenbeweging (KVB) – De Samenwerksters. In Gent en Antwerpen probeerden resp. Amanda Foket en Mathilde Schroyens een degelijke samenwerking tussen SV en SVV tot stand te brengen. Dit echter zonder veel resultaat.

### De Dolle Mina's: stimulans voor een échte rode politieke vrouwenbeweging?
Begin jaren zeventig van de voorbij eeuw ontstonden in Vlaanderen een groot aantal feministische actiegroepen, zoals De Dolle Mina’s, die een nieuwe impuls aan de strijd voor meer vrouwenrechten gaven. Bij de organisatie van de eerste nationale vrouwendag op 11 november 1972 bleven de socialistische vrouwen echter aan de zijkant staan. Dit was voor een deel te verklaren uit het wantrouwen van de socialistische (arbeiders)vrouwen tegen het burgerlijke en intellectuele milieu, waaruit de nieuwe groepen rekruteerden. Daarnaast kampte de socialistische vrouwenbeweging nog steeds met een stiefmoederlijke behandeling door de Belgische Socialistische Partij en een daaruit volgend gebrek aan interesse door de vrouwen zelf. Toch bleef een kleine groep geestdriftig aan de kar trekken: de in 1973 officieel erkende (en dus ook gesubsidieerde) Nationale Socialistische Vrouwenbeweging – opnieuw afgekort als SV – betekende een nieuwe start op nationaal vlak. Vanaf dan bestonden de SV onder de vorm van een vzw. Een aantal vrouwen kwam nog in hetzelfde jaar samen voor een studiedag over de problemen van vrouw en kind, er werd een comité gevormd voor de voorbereiding van het socio-cultureel vormingswerk en vanaf 1974 volgde de deelname aan de nationale vrouwendagen.

### Naar de oprichting van een echte organisatie
Op het administratief congres van de BSP op 17 december 1977 pleitten verschillende federaties (onder andere Gent-Eeklo, in de persoon van Denise de Weerdt) voor een politieke vrouwenbeweging binnen de partij, waarbij de nadruk kwam te liggen op ‘de voorlichting, vorming en scholing van vrouwen’. BSP-co-voorzitter Karel Van Miert was niet ongevoelig voor deze eis, maar kon weinig verwezenlijken, in de eerste plaats omdat de Femmes Prévoyantes - in de persoon van Irène Pétry – zich verzetten tegen een georganiseerde vrouwenbeweging binnen de partij . In mei 1978 werd langs Vlaamse kant evenwel een Stuurgroep van BSP-Vrouwen belast met het uitwerken van suggesties en voorstellen voor de oprichting van een nieuwe politieke vrouwenbeweging. In deze Stuurgroep vonden – onder voorzitterschap van Lea Martel – onder meer Leona Detiege, Marijke van Hemeldonck, Lydia de Pauw, Mieke van Haegendoren, Jet Nauwelaerts en Carla Galle een plaatsje. De Stuurgroep volgde nauwgezet de politieke actualiteit en nam waar nodig een standpunt in en maakte dit vervolgens in zo breed mogelijke kringen bekend. Verkiezingsprogramma’s werden kritisch doorgelicht en indien mogelijk bijgestuurd en bij de lijstvorming trachtte de organisatie zo veel mogelijk vrouwen naar verkiesbare plaatsen te loodsen. Dit laatste echter vaak met weinig succes; zo nam het aantal socialistische vrouwen in de Kamer eerder af dan toe. In de Senaat was er wel een omgekeerde beweging, vermoedelijk vooral dankzij de mogelijkheid tot coöptatie (een kunstgreep waar tot op de dag van vandaag gebruik van wordt gemaakt om het aantal vrouwen in het parlement bij te sturen). Langzamerhand versmolten Stuurgroep en vzw Nationale Socialistische Vrouwenbeweging tot één organisatie. Zo is het bijzonder verwarrend te moeten vaststellen dat op een studiedag van de SV eind 1979 de samenstelling van de Stuurgroep wordt vastgelegd: minimum één afgevaardigde per federatie, de nationale verantwoordelijke van SVV, ABVV-Vrouwen en KVB, de BSP-Vrouwen met een nationaal, gewestelijk of Europees mandaat en een onbeperkt aantal gecoöpteerde leden. Dit suggereert dat de oude Stuurgroep nog bestond naast de SV, tenzij deze binnen de nieuwe organisatie was geïntegreerd. Op het Congres van 8-9 maart 1980 kregen de Socialistische Vrouwen een plaats in de partijstatuten, waardoor het principe van de politieke vrouwenbeweging binnen de partij werd erkend. Bovendien diende 25% van de besturen (lokaal, federaal en nationaal) uit vrouwen te bestaan. Het spreekt evenwel voor zich dat dit quorum op lokaal niveau nogal eens over het hoofd werd gezien. Binnen de Administratieve Commissie van de BSP werd een werkgroep Vrouwen opgericht met als opdracht de concrete uitwerking van een organisatiestructuur voor de SV. In de eerste fase werden een nationale SV-Vrouwencommissie en SV-groepen op federaal vlak opgestart, in de tweede fase werd gedacht aan de uitbouw van lokale groepen. Pas op 27 juni 1981 werd de Nationale Commissie door partijvoorzitter Karel Van Miert officieel geïnstalleerd.

### Omvorming van vormingsorganisatie naar dienstverleningsorganisatie
De SV bleven zich richtten op het organiseren van studiedagen en vormingen en culturele uitstappen, de deelname aan betogingen (bv. ook diverse vredesmarsen), de inname van standpunten over de politieke actualiteit, een actieve deelname aan de verschillende verkiezingscampagnes en het doen van de nodige inspanningen om het aantal vrouwelijke verkozenen (ook door middel van het opleggen van quota) te verhogen. De werking werd geleidelijk aan uitgebreid. In 1984 werd het aantal regionale groepen vergroot en werd gestart met de verspreiding van het kwartaaltijdschrift Inkijk. Door de erkenning van de SV op 1 januari 1985 als vormingsinstelling kon het aanbod van de vormingsactiviteiten uitgebreid worden. Eind jaren tachtig werden de schouders gezet onder de Stem Vrouw-campagnes en de acties rond het abortuswetsvoorstel Lallemand-Michielsens. Later volgden nog de oprichting van een werkgroep bio-ethiek en acties voor wettelijke maatregelen om de politieke ondervertegenwoordiging van vrouwen weg te werken. Verder werd ook gewerkt rond de individuele rechten in de sociale zekerheid, kinderopvang, de pensioenleeftijd van vrouwen, nachtarbeid en het statuut van de meewerkende echtgenoot. In 1990 volgde een colloquium over kindermishandeling. Vijf jaar later bouwde de SV hun vormingsactiviteiten echter terug af en verschoof de klemtoon van vorming naar dienstverlening. Dit uitte zich in meer uitgesproken acties, de uitbouw van een documentatiecentrum, de uitgave van diverse brochures en de begeleiding van andere organisaties rond vrouwenthema's. In 2000 werd deze heroriëntatie bekroond met de erkenning van de SV binnen het Dienstendecreet.

### Van Socialistische Vrouwen naar ZIJkant
In november 2002 wijzigde de SV haar naam in zij-kant, waarmee ze het voorbeeld volgde van heel wat andere organisaties uit de socialistische zuil om een duidelijke verwijzing naar hun politiek-ideologische achtergrond te laten vallen. Meteen werd een ware mediacampagne opgestart, met een vernieuwde website en de start van een digitale nieuwsbrief onder de naam Fe-Mail. Twee jaar later volgde de erkenning als socioculturele beweging, gespecialiseerd in het genderthema. Sinds 2021 wordt de naam zonder koppelteken geschreven en met "zij" in hoofdletters.
Sinds 2005 organiseert ZIJkant in België de "Equal Pay Day", de dag in het jaar dat de vrouwen vanwege de loonkloof langer moeten werken dan mannen gedaan hebben om gemiddeld hetzelfde te verdienen. Terwijl de mannen hun loon verdienen in het jaar tot en met 31 december, moeten de vrouwen tot in maart doorwerken. In 2022 viel Equal Pay Day in België op 24 maart.

## Structuur

### Voorzitters
| Tijdspanne | Voorzitster        |
| ---------- | ------------------ |
| 1981-1982  | Jeanne Adriaensens |
| 1982-2000  | Leona Detiège      |
| 2000-2009  | Anne Van Lancker   |
| 2009-2023  | Inga Verhaert      |
| 2023-heden | Clara Calis        |

| Tijdspanne | Secretaris        |
| ---------- | ----------------- |
| 1981-1982  | Carla Galle       |
| 1982-1994  | Martine Lemonnier |
| 1994-2023  | Vera Claes        |